# Strandängschampinjon
Strandängschampinjon (Agaricus bernardii) är en svampart som beskrevs av Quél. 1878. Strandängschampinjon ingår i släktet champinjoner och familjen Agaricaceae.  Arten är reproducerande i Sverige. Inga underarter finns listade i Catalogue of Life.
Denna kraftiga champinjon gynnas av salt och växer på havsstrandängar och längs vägrenar.  Man föredrar den inte som matsvamp beroende på att den inte är smaklig och att den påstås ha en frän doft och smak. 

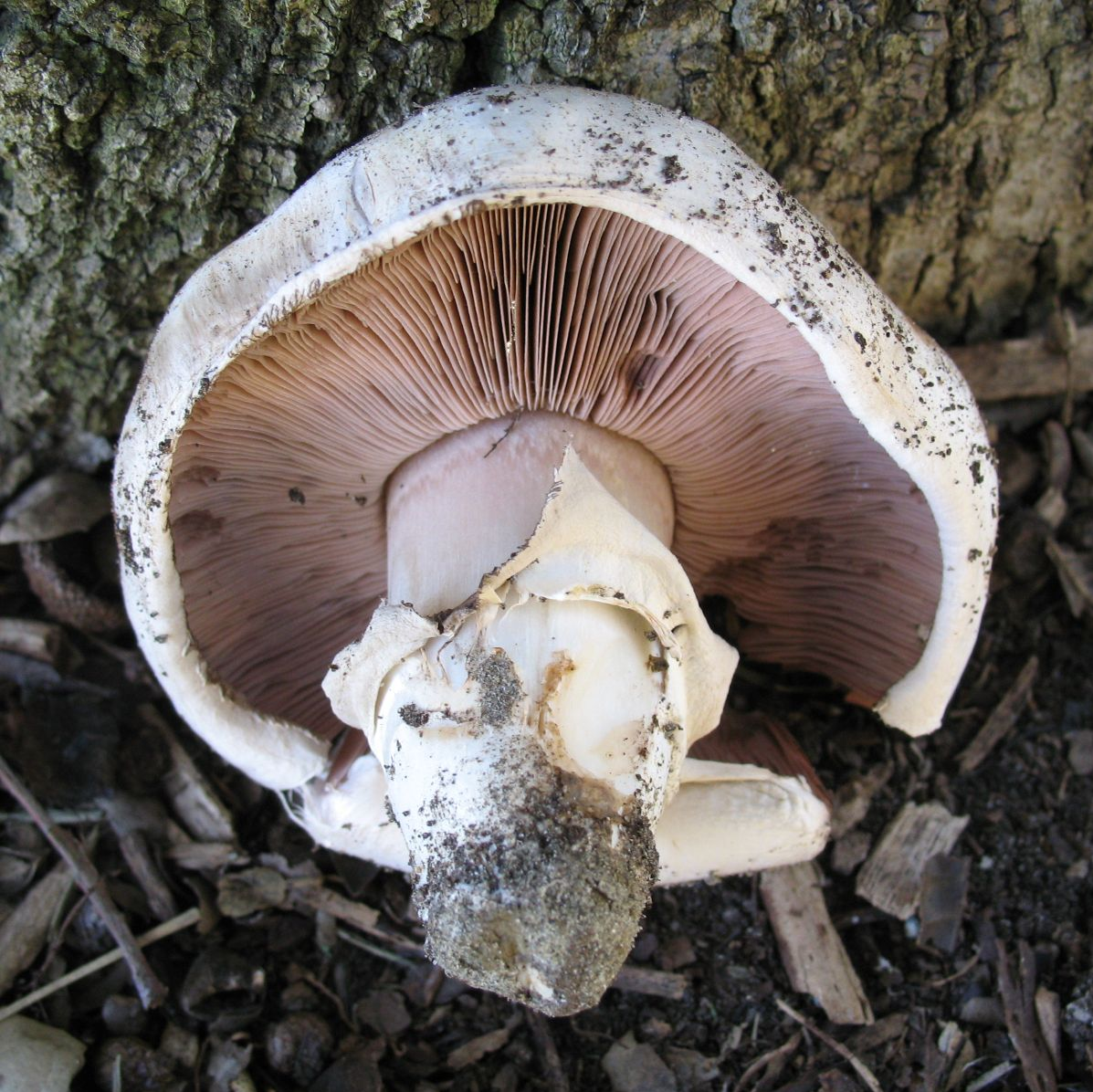
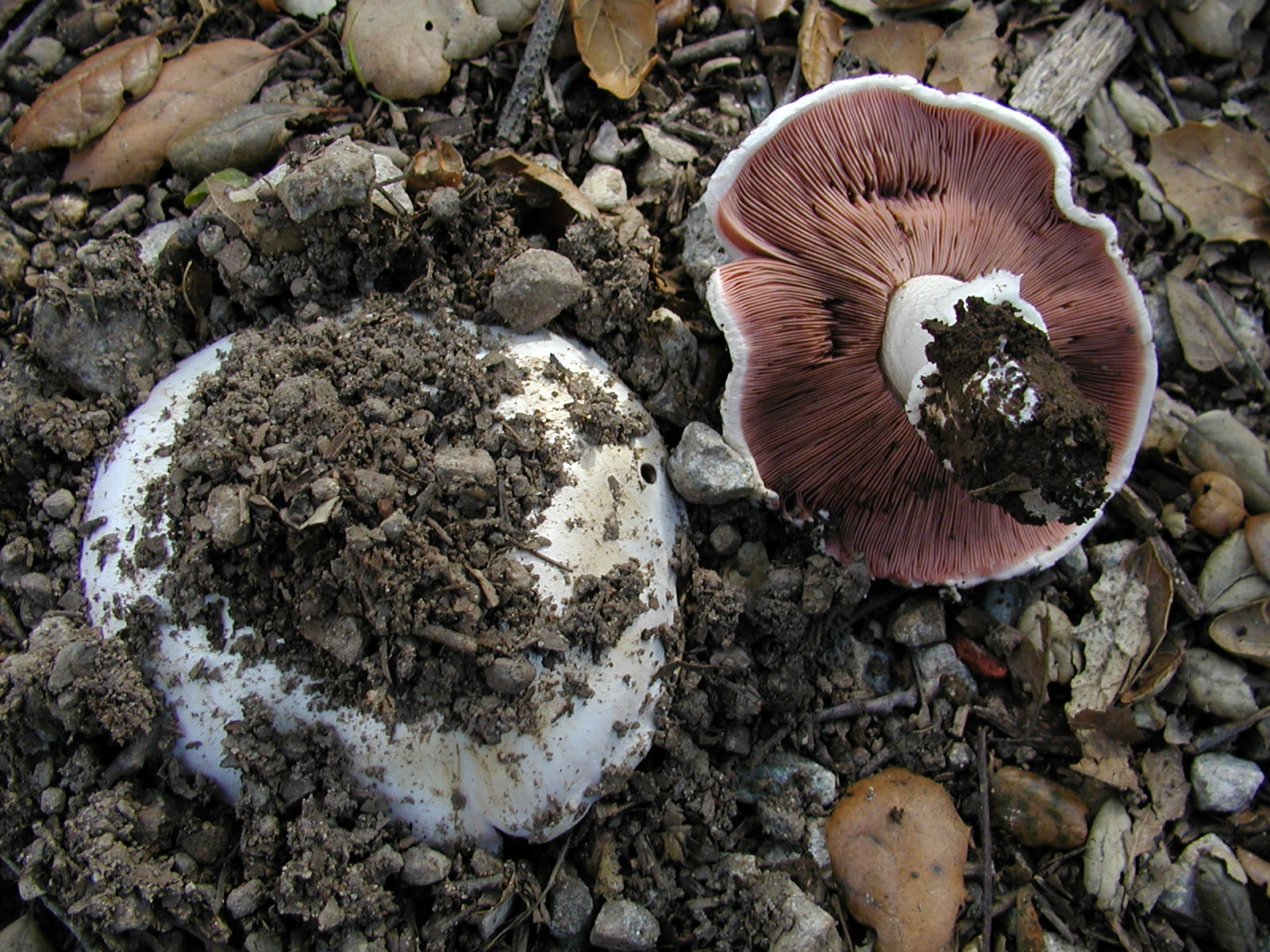